# Wasserreh
Das Wasserreh (Hydropotes inermis) ist eine in Ostasien verbreitete Art der Hirsche. Es zeigt zwar trotz seines Namens weniger Gemeinsamkeiten mit einem Reh als mit einem Moschustier, ist aber dennoch mit ersterem näher verwandt.

## Merkmale

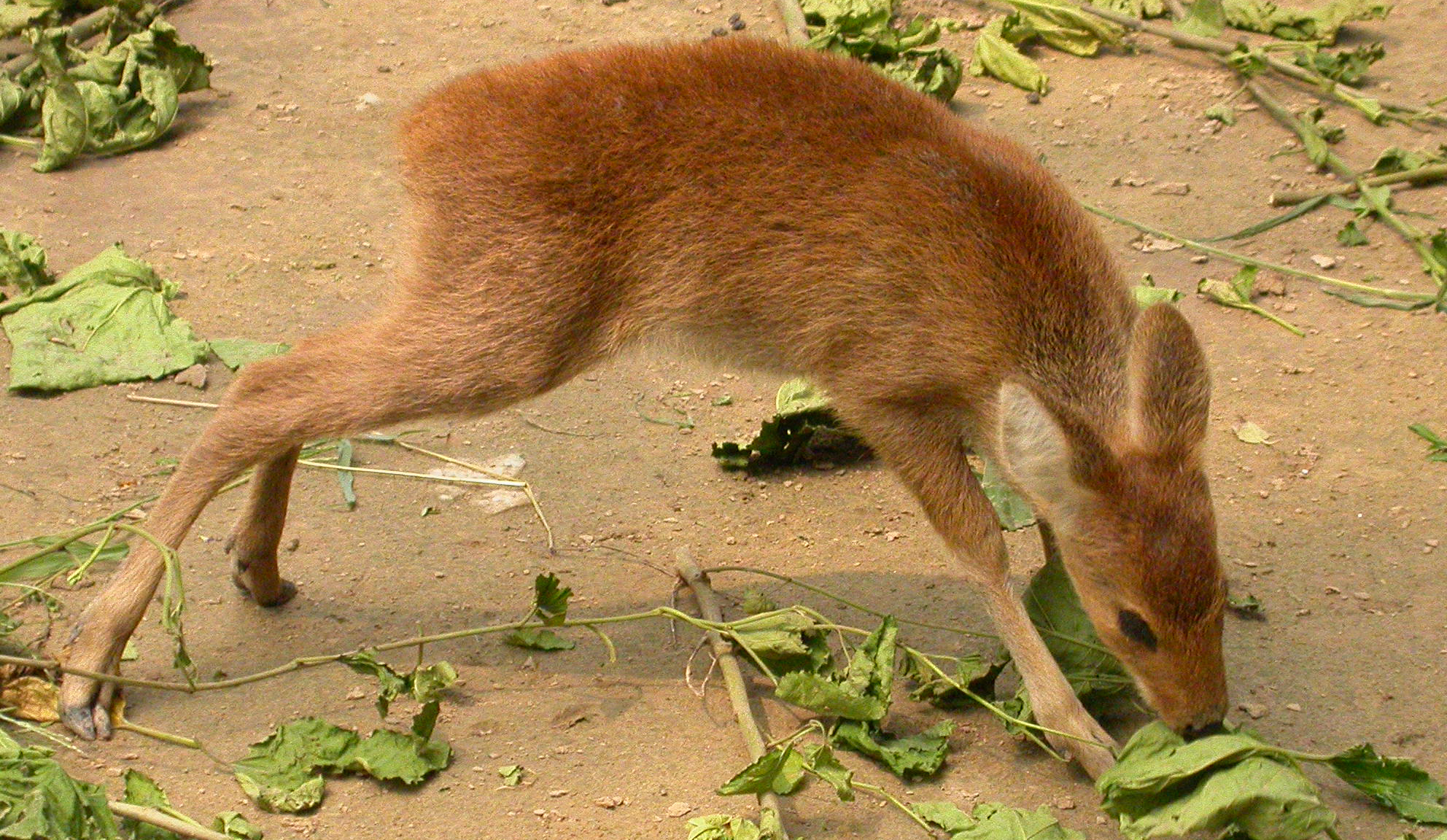
Junges Wasserreh

Mit einer Kopf-Rumpf-Länge zwischen 77,5 und 100 Zentimetern, einer Körperhöhe zwischen 45 und 55 Zentimetern und einem Gewicht von 11 bis 14 Kilogramm sind Wasserrehe sehr zierliche Hirsche. Sie gehören zu den sehr wenigen Hirscharten, bei denen die Männchen keine Geweihe entwickeln. Beim Männchen sind wie bei Moschustieren jedoch die oberen Eckzähne zu Hauern verlängert, die bis zu 6,4 Zentimeter lang werden können und deutlich sichtbar aus dem Maul ragen. Bei Weibchen sind die Eckzähne ebenfalls verlängert, jedoch ragen sie bei diesen nicht aus dem Maul. Das Fell des Wasserrehs ist dick und rau. Es weist eine gelbbraune Farbe auf, nur Kinn und Kehle sind weißlich davon abgesetzt. Wasserrehe haben zwei Duftdrüsen in der Leistengegend. Anders als bei vielen anderen Hirscharten fehlt das Tarsal- und das Metatarsalorgan.
Als eine in Gewässernähe lebende Tierart sind Wasserrehe gute Schwimmer. Flüchtende Wasserrehe suchen häufig das Wasser auf, sie sind auch in der Lage, größere Gewässer zu durchqueren und besiedeln daher auch Inseln in größeren Süßgewässern. Wie das Europäische Reh wird das Wasserreh eher dem Schlüpfertypus zugerechnet. Es ist physisch nicht in der Lage, über größere Distanzen zu fliehen und sucht bei der Flucht in der Regel mit wenigen Sprüngen die Deckung auf. Der Schrecklaut des Wasserrehes ist ein harsches Bellen.

## Verbreitung und Lebensraum
Das Verbreitungsgebiet umfasst den unteren Teil des Jangtsekiang-Beckens in Ost-Zentral-China sowie die Koreanische Halbinsel. Das Koreanische Wasserreh wird als Unterart Hydropotes inermis argyropus vom Chinesischen Wasserreh abgetrennt. Da es heute vorwiegend im schwer zugänglichen Nordkorea vorkommt, ist fast nichts über diese Unterart bekannt. Der Lebensraum sind Sümpfe und Ufer von Flüssen und Seen, wo sich die Wasserrehe in hohem Schilf und anderer Ufervegetation verbergen.

## Lebensweise

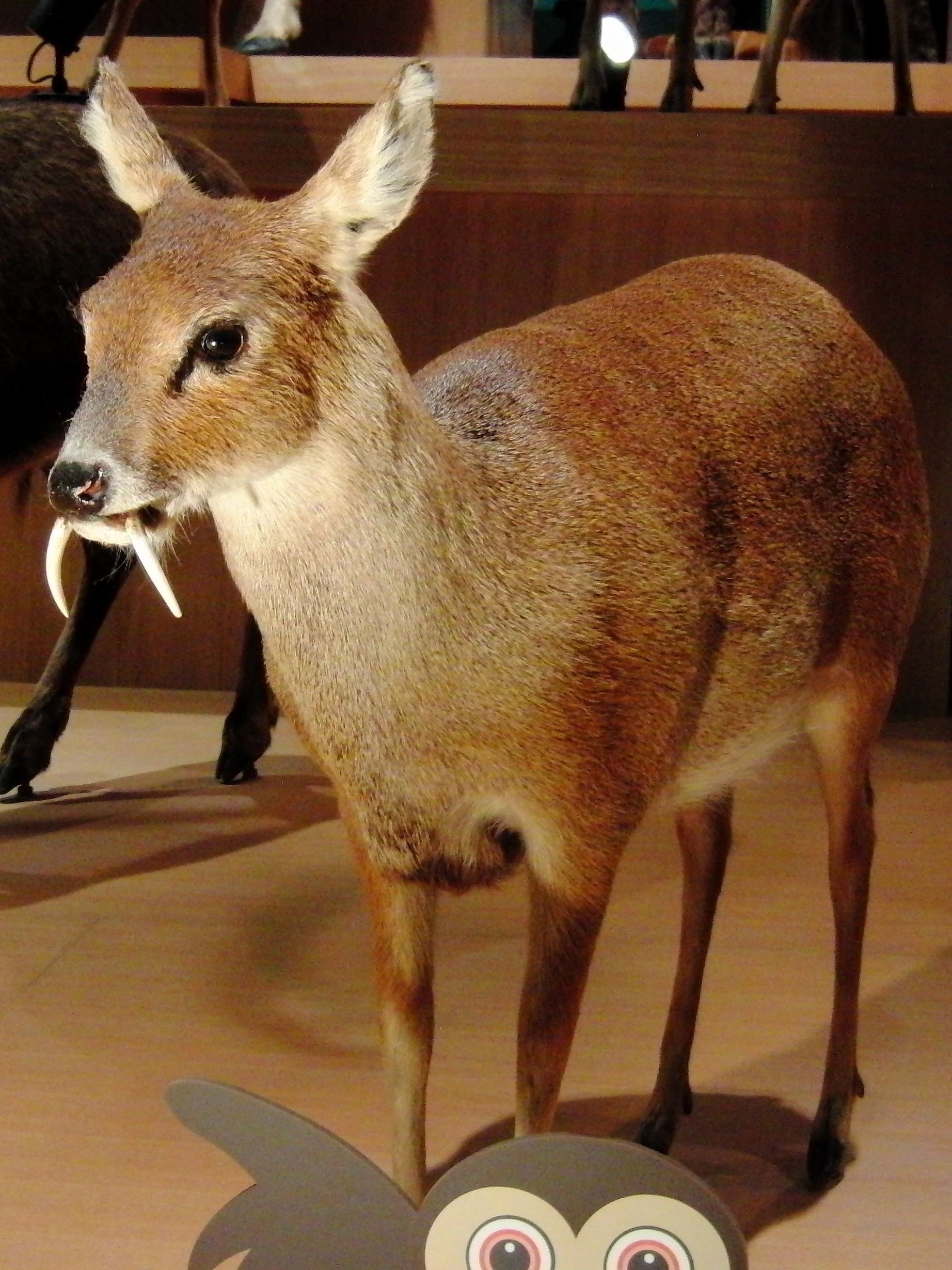
Männchen

Wasserrehe sind einzelgängerische Tiere. Manchmal dulden Böcke die Gesellschaft eines Weibchens, zeigen sich aber stets gegenüber Geschlechtsgenossen aggressiv. Ihr Revier markieren sie mit den Sekreten der Duftdrüsen sowie mit Kot. Im Kampf fügen sich die Tiere mit den Eckzähnen schwere Wunden zu. Sie stehen sich dabei nicht frontal gegenüber, wie dies beispielsweise bei Rot- oder Damhirschen der Fall ist, sondern seitlich Schulter an Schulter. Die Kämpfe enden, wenn eines der Tiere als Demutsgeste Kopf und Hals auf den Boden presst. Anschließend flieht der Unterlegene aus dem Territorium.
Nach einer Tragzeit von 200 Tagen bringt das Weibchen zwei Junge zur Welt. Frühere Berichte, nach denen ein Wurf bis zu acht Junge umfasst, haben sich als Irrtümer herausgestellt. Neugeborene wiegen durchschnittlich ein Kilogramm, das Fell der Kitze weist weiße Flecken und Längsstreifen auf. Sie werden sehr schnell geschlechtsreif. Männchen können sich bereits in einem Alter von sechs Monaten fortpflanzen, die Weibchen sind mit acht Monaten empfängnisbereit. Die Lebenserwartung in freier Wildbahn ist nicht bekannt. In Gefangenschaft gehaltene Wasserrehe erreichten ein Lebensalter von 13 Jahren und elf Monaten.
Die Nahrung besteht aus Gräsern und Wasserpflanzen, vor allem aus Schilf. Manchmal suchen Wasserrehe nachts Getreide- und Gemüsefelder auf und fressen dort, weshalb sie in China als Schädlinge angesehen werden.

## Systematik
Das Wasserreh ist eine Art aus der Gattung Hydropotes und deren einziges Mitglied. Sie gehört zur Familie der Hirsche (Cervidae). Die systematische Stellung des Wasserrehs war lange umstritten, häufig bildete es die eigene Unterfamilie Hydropotinae mit einer sehr basalen Stellung innerhalb der Hirsche. Molekulargenetische Untersuchungen ergaben aber eine nahe Verwandtschaft mit den Rehen (Capreolus), gemeinsam formen sie nun die Tribus Capreolini.

## Sonstiges

### Einführung in Europa
Wasserrehe wurden durch den Herzog von Bedford 1929 zusammen mit dem Chinesischen Muntjak auf seinem Gut Woburn Abbey eingeführt und haben sich von dort ausgebreitet. Heute finden sie sich in Sümpfen und Flussniederungen in den Norfolk Broads (Hickling Broad Naturschutzgebiet), Bedfordshire und Cambridgeshire. Ihre Zahl wird auf 1500 geschätzt, was ungefähr 10 % des weltweiten Bestandes ausmacht.
Eine weitere verwilderte Population lebt im Département Haute-Vienne in Frankreich.

### Verwendung in der Volksmedizin
In der Traditionellen Chinesischen Medizin findet das Kolostrum des Weibchens Verwendung, weshalb die Tiere verfolgt und gejagt werden. Die Bestandszahl wird heute auf 10.000 in China geschätzt; die IUCN stuft die Art insgesamt als „gefährdet“ ein. Über den Bestand des Koreanischen Wasserrehs ist nichts bekannt. Zusätzlich ist das Fleisch des Wasserrehs eine Grundzutat der traditionellen „acht Schätze“ (ba zhen) der altchinesischen Küche. Wasserrehfleisch gilt – langsam gedünstet – als klassische Delikatesse; sie gelangt heute allerdings nur noch sehr selten auf den chinesischen Esstisch.

## Einzelbelege
1. ↑   Rue, S. 32
2. ↑   Rue, S. 32
3. ↑   Rue, S. 32
4. ↑   Rue, S. 32
5. ↑   Rue, S. 32
6. ↑   Rue, S. 32
7. ↑  George Gaylord Simpson: The Principles of Classification and a Classification of Mammals. Bulletin of the American Museum of Natural History 85, 1945, S. 1–350 (S. 270–272)
8. ↑  Colin Peter Groves: A note on the systematic position of the Muntjac (Artiodactyla, Cervidae). Zeitschrift für Säugetierkunde 39, 1974, S. 369–372
9. ↑  M. V. Kuznetsova, M. V. Kholodova und A. A. Danilkin: Molecular Phylogeny of Deer (Cervidae: Artiodactyla). Russian Journal of Genetics 41 (7), 2005, S. 742–749
10. ↑  Clément Gilbert, Anne Ropiquet und Alexandre Hassanin: Mitochondrial and nuclear phylogenies of Cervidae (Mammalia, Ruminantia): Systematics, morphology, and biogeography. Molecular Phylogenetics and Evolution 40, 2006, S. 101–117